# المعتوه: مشاهدة من بيت ترامب الأبيض
المعتوه: مشاهدة من بيت ترمب الأبيض (بالإنجليزية: Unhinged: An Insider's Account of the Trump White House) هي مذكرات من تأليف مديرة مكتب الاتصال العام في إدارة رئيس الولايات المتحدة دونالد ترمب من 2017 حتى 2018 ومستشارة البيت الأبيض السابقة أوماروزا مانيغو نيومان. تم إصدار الكتاب في 14 غشت 2018 بواسطة دار النشر غاليري بوكس. يوضح الكتاب بصورة نقدية تفاصيل وأسرار رئاسة دونالد ترمب وشخصيته الحقيقية استنادا على سنوات عمل المؤلفة وأزمتها مع البيت الأبيض مستندة إلى عدة أشرطة صوتية مسجلة للرئيس وأعوانه وقد تصدر الكتاب قائمة نيويورك تايمز لأكثر الكتب مبيعا في 23 غشت 2018.

## خلفية المؤلفة
التقت أوماروزا مانيغو نيومان دونالد ترمب بينما كانت متنافسة في الموسم الأول من برنامجه الشهير ذا أبرنتس. استمرت بعدها في الظهور مع ترمب على برنامجي «ذي أبرنتيس سيليبريتي» و «دي أولتيمت ميرجر» (الاندماج النهائي).
في يوليو 2016، انضمت أوماروزا إلى حملة دونالد ترمب الرئاسية لعام 2016 كمديرة مدير التوعية الأفريقية الأمريكية. بعد فوز ترمب، انضمت إلى إدارة ترمب كمدير للاتصالات في مكتب الاتصال العام، قبل أن يتم طردها من قبل رئيس هيئة الأركان في البيت الأبيض جون كيلي في ديسمبر 2017.
في كتابها، وصفت أوماروزا نيومان ترمب بأنه «عنصري»، مؤكدة أن هناك شهودا يؤكدون ادعاءها استنادا إلى أشرطة صوتية للترمب قال خلالها مرارًا وتكرارًا كلمة «زنجي» أثناء تصوير برنامجه ذا أبرنتس. كما ذكرت أن مستوى ترمب المعرفي يتراجع، وأنها رفضت عرضًا قدمته لها زوجة ابن الرئيس ترمب لارا ترمب للحصول على «منصب رفيع المستوى» في حملة إعادة ترشيح ترمب لعام 2020 وراتب شهري يقدر ب15000 دولار، مرفوقا باتفاق سري لعدم الكشف عنه، وذلك بطريقتها «القاسية والمقيدة» كما عهدتها في التلفزيون.

## تسريبات البيت الأبيض

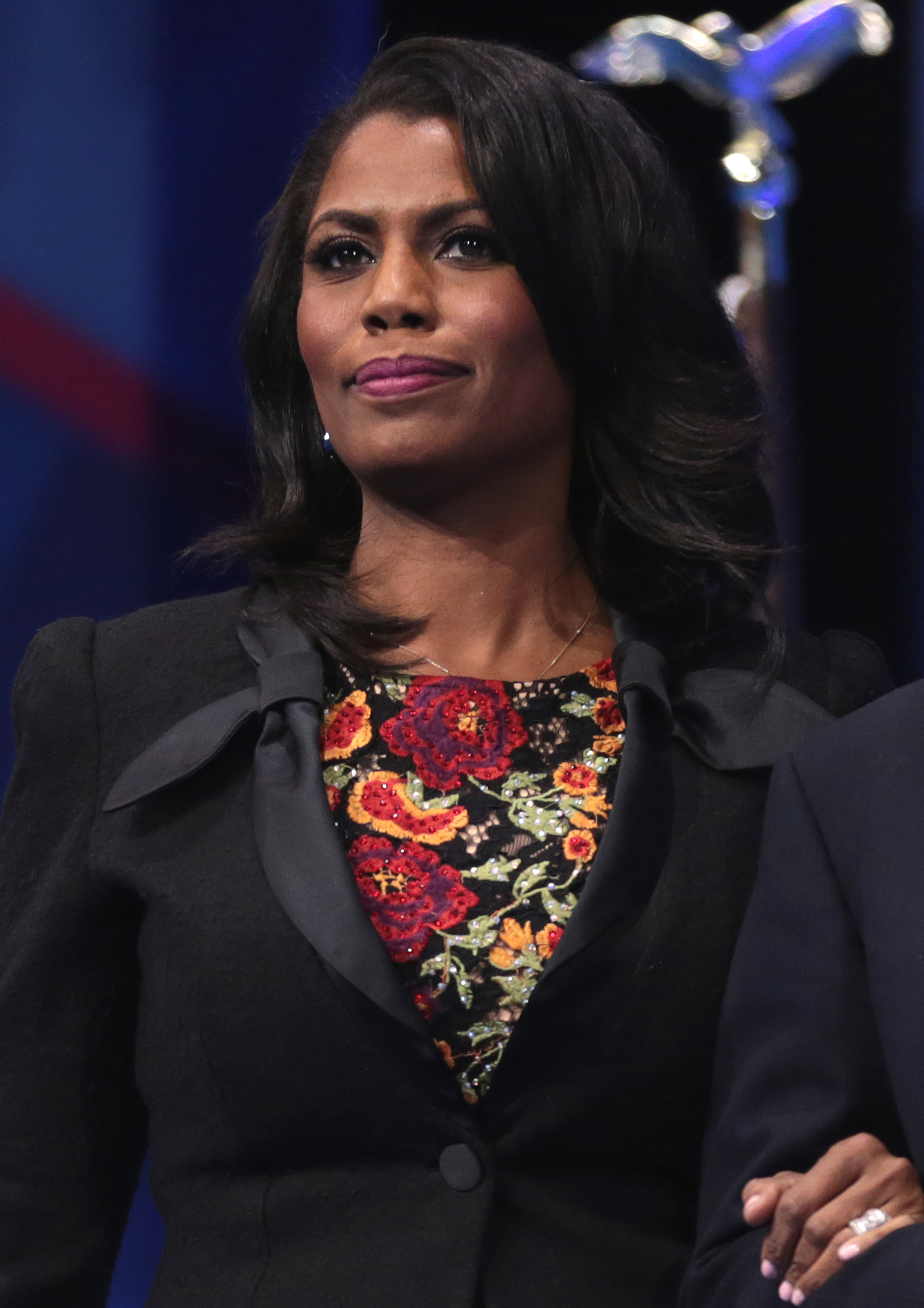
أوماروزا مانيغو نيومان

أثناء عملها في البيت الأبيض كجزء من فريق إدارة ترمب قامت نيومان بتسجيل أغلب المحادثات الصوتية السرية، وإصدار بعضها قبل وبعد إصدار الكتاب. وقد أصدرت تسجيلًا لرئيس هيئة الأركان في البيت الأبيض جون كيلي يطردها بعد ظهورها في 12 أغسطس في البرنامج إن بي سي الصباحي لقاء مع الصحافة. كما أصدرت نيومان شريطاً اخر يناقش فيه العديد من مستشاري ترمب وجود شريط محتمل له يستخدم فيه ترمب لفظ "n-word" (زنجي) وكيف يجب عليهم التعامل مع التداعيات إذا تم نشرها على الملأ. بالإضافة لذلك صرحت نيومان أن هذه المناقشة والتسجيلات قد جرت وأصدرتها بعد أن نفت كاترينا بيرسون المتحدث الرسمية باسم إريك ترمب على قناة فوكس نيوز أن المحادث التي طالت زوجته قد جرت أصلا.
مما جعلها تفرج عن شريط آخر يؤكد أقوالها بأن لارا ترمب، زوجة إريك ترمب وعدتها بـ«منصب مغر» بقيمة 15 ألف دولار شهريًا في حملة ترمب لعام 2020، إذا ظلت هادئة. وقد تم تقديم العرض بعد مغادرة نيومان بالفعل البيت الأبيض. وفقا للمؤلفة كان العرض «محاولة لشراء سكوتي».

## ردود الفعل
- ردت المتحدثة باسم البيت الأبيض سارة هاكابي ساندرز قائلة إن الكتاب «مليء بالأكاذيب والاتهامات الباطلة»، كما اتهمت نيومان «بمحاولة جني الأرباح من هذه الهجمات الزائفة».[12]
- صرح الرئيس ترمب بالإشارة إلى أوماروزا مانيغو نيومان على أنها «منحطة» و«كلبة».[11][18]
- قدمت حملة ترمب دعوى للتحكيم ضد أوماروزا مانيغو نيومان بزعم انتهاكها لاتفاقية السرية التي وقعتها في عام 2016.[19] لذلك تمت الاستعانة وتوكيل المحامي تشارلز هاردر الذي كان يمثل في السابق دعوى ترمب القانونية ضد مايكل وولف بعد نشر كتابه نار وغضب: داخل بيت ترمب الأبيض[20] قبل أن تسارع دار النشر سيمون وشوستر في نشر الكتاب على الرغم من رسالة تحذير هاردر.[21]